# Matilda Helg
Kajsa Matilda Helg, född 14 januari 1981 i Sillerud, Värmlands län, är en svensk präst.

## Biografi
Matilda Helg föddes 1981 i Sillerud. Hon blev 15 augusti 2016 kyrkoherde i Valdemarsvik-Ringarums pastorat. Helg blev i augusti 2021 kyrkoherde efter Karin Björk i Södra Tjusts pastorat.
Från åtminstone april 2022 var hon kontraktsprost i Kustbygdens kontrakt.
Sedan den 1 september 2023 är Matilda Helg domprost i Uppsala domkyrkoförsamling där hon efterträdde Annica Anderbrant.